# اچ‌ام‌وای آزبرن (۱۸۷۰)

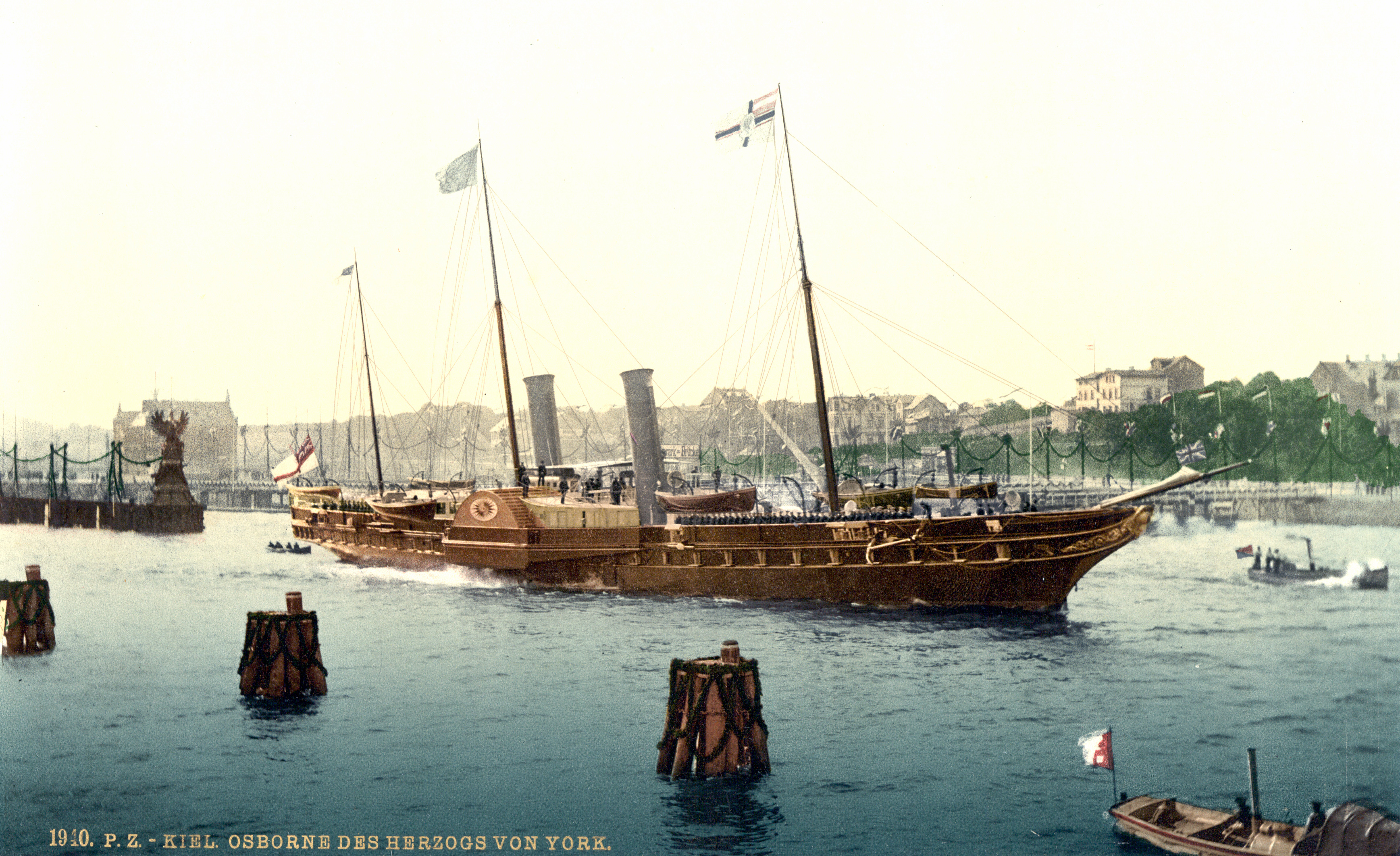
نگاره ای از قایق تفریحی و سلطنتی اچ‌ام‌وای آزبرن در سال ۱۸۷۰ میلادی

اچ‌ام‌وای آزبرن (۱۸۷۰) (به انگلیسی: HMY Osborne (1870)) یک کشتی است که طول آن ۲۵۰ فوت (۷۶ متر) می‌باشد. این کشتی در سال ۱۸۷۰ ساخته شد.